# Nuno Santos (futebolista)

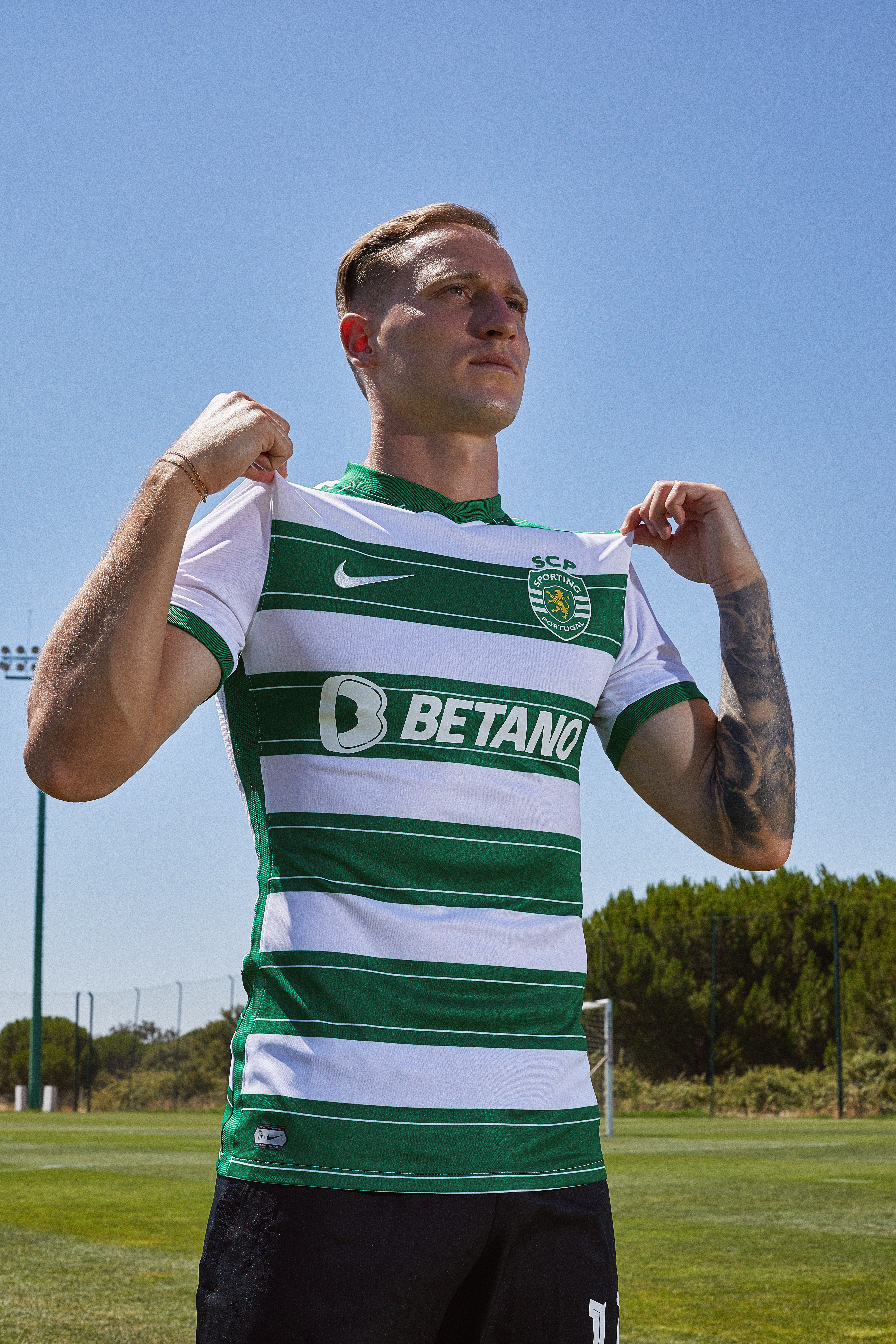

Nuno Miguel Gomes dos Santos (Castêlo da Maia, 13 de fevereiro de 1995) é um futebolista português que atua como lateral-esquerdo Atualmente joga no Sporting.

## Títulos
Benfica
- Primeira Liga: 2015–16

Sporting
- Taça da Liga: 2020–21
- Primeira Liga: 2020–21, 2023–24 e 2024–25
- Taça da Liga: 2021–22
- Supertaça: 2022